# Pfalzi Margit lotaringiai hercegné
Pfalzi Margit, Margareta von der Pflaz (1376 – Nancy, 1434. augusztus 27.) német királyi hercegnő, házassága révén lotaringiai hercegné.

## Élete
Rupert német király és Nürnbergi Erzsébet lányaként született. Anyai nagyszülei V. Frigyes nürnbergi őrgróf és Meisseni Erzsébet voltak. Egyik unokája volt Anjou Margit, VI. Henrik angol király felesége.

### Házassága, gyermekei
1394-ben hozzáment II. Károly lotaringiai herceghez, a házasságukból négy gyermek született:
- Izabella lotaringiai hercegnő (1400–1453), Lotaringia örököse és I. René nápolyi király első felesége, 10 gyermekük született,
- Lajos (fiatalon meghalt),
- Ralph (fiatalon meghalt),
- Katalin (1407–1439), Jakab badeni őrgróf felesége.